# Mechraa Houari Boumedienne
Mechraa Houari Boumedienne là một đô thị thuộc tỉnh Béchar, Algérie. Dân số thời điểm năm 2002 là 3.133 người.